# Sphenomorphus fragilis
Sphenomorphus fragilis este o specie de șopârle din genul Sphenomorphus, familia Scincidae, descrisă de Macleay 1877.
Este endemică în Papua New Guinea. Conform Catalogue of Life specia Sphenomorphus fragilis nu are subspecii cunoscute.